# Бажин, Андрей Юрьевич
Андре́й Ю́рьевич Ба́жин (род. 16 октября 1959, Южно-Сахалинск) — российский актёр театра и кино, театральный режиссёр. Заслуженный артист Российской Федерации (2018).

## Биография
В 1981 году окончил театральный факультет Дальневосточного института искусств (курс С. З. Гришко), был принят актёром в Приморский краевой академический драматический театр имени Горького (Владивосток), но был призван в Советскую армию. Два года служил в ансамбле песни и пляски на Тихоокеанском флоте. По возвращении параллельно с игрой в театре преподавал в институте актёрское мастерство. За почти двадцать лет в театре имени Горького им сыграно более шестидесяти ролей.
В конце 1990-х годов начал сотрудничество с Драматическим театром Тихоокеанского флота (ТОФ) в качестве актёра и режиссёра. С 2000 по 2004 годы — главный режиссёр театра ТОФ. Осуществил одну из первых постановок, посвящённых событиям на подводной лодке К-141 «Курск».
В 2004 году после двух успешных постановок на сцене Чехов-центра в Южно-Сахалинске («Женитьба» Н. Гоголя и «Дети Ванюшина» С. Найдёнова) был приглашён стать художественным руководителем и главным режиссёром театрального центра. В должности пробыл до 2008 года.
С 2009 года — актёр Российского академического молодёжного театра.

### Семья
Женат на Людмиле, вдвоём воспитывают сына и дочь.

## Творчество

### Роли в театре
Приморский краевой академический драматический театр имени Горького
- «Разгром» А. Фадеева — Метелица (1980)
- «Бесплодные усилия любви» У. Шекспира — Лонгвиль, Дюмен (1981)
- «Печка на колесе» Н. Семёнова — Заграй (1983)
- «Возвращение» В. Шукшина — 4 роли (1984)
- «Ромул Великий» Ф. Дюрренматта (1985)
- «Иван и Мадонна» А. Кудрявцева — Вася Фунтик (1986)
- «Завтрак с неизвестными» В. Дозорцева — Иван (1987)
- «Дети» М. Горького — Костя Зряхов (1988)
- «Биндюжник и король» И. Бабеля — Боярский (1989)
- «Оливер Твист» Ч. Диккенса — Оливер Твист (1990)
- «Гамлет» У. Шекспира — Гамлет (1991)
- «Необычайный секретарь» В. Арро — Секретарь (1992)
- «Мастер и Маргарита» М. Булгакова — Коровьев (1993)
- «Последняя Жертва» А. Островского — Дульчин (1994)
- «Предательство» Г. Пинтера — Джерри (1995)
- «Месяц в деревне» И. Тургенева — Шааф (1996)
- «Двенадцатая ночь» У. Шекспира — Мальволио (1997)
- «Сон в летнюю ночь» У. Шекспира — Лизандр (1998)
- «Борис Годунов» А. Пушкина — Юродивый (1999)
- «Свадьба Кречинского» А. Сухова-Кобылина — Кречинский (2000)

Драматический театр Тихоокеанского флота (Владивосток)
- «Деревья умирают стоя» А. Касона — Директор (2001)
- «Билокси блюз» Н. Саймона — сержант Туми (2002)
- «А зори здесь тихие» Б. Васильева — Васков (2003)
- «В тот же день, на том же месте» Б. Слейда — Джордж (2006)

Российский академический молодёжный театр
- «Будденброки» Т. Манна, реж. Миндаугас Карбаускис — Консул (2011)[5]
- «Вишнёвый сад» А. Чехова, реж. Алексей Бородин — Симеонов-Пищик (2004; ввод)
- «Горе от ума» А. Грибоедова, реж. Алексей Бородин — Г. N. (2021)
- «Гробовщик. Пир во время чумы» по мотивам А. Пушкина, реж. Павел Артемьев — Гробовщик (2020)
- «Демократия» М. Фрейна, реж. Алексей Бородин — Арно Кречман (2016)[6]
- «Денискины рассказы» В. Драгунского, реж. Фесак Рустем — Борис Сергеевич (2014)
- «Зима тревоги нашей» Д. Стейнбека, реж. Инна Савронская — Марулло (2016)
- «Кролик Эдвард» К. Дикамилло, реж. Рузанна Мовсесян — Лоренс, путевой обходчик, отец Сары-Рут (2016)
- «Нюрнберг» Э. Манн, реж. Алексей Бородин — Ханн (2014)
- «Под давлением 1-3» Р. Шиммельпфеннига, реж. Егор Перегудов — Ганс(2009)
- «Последние дни» М. Булгакова, А. Пушкина, Б. Акунина, реж. Алексей Бородин — Дубельт; Сильвестр (2018)
- «Приключения капитана Врунгеля» А. Некрасова, реж. Борис Гранатов — Капитан Врунгель (2009)
- «Приключения Тома Сойера» М. Твена, реж. Крэнни Джон (США) — Пастор Форбс (1989; ввод)
- «Проблема» Т. Стоппарда, реж. Алексей Бородин — Лео (2019)
- «Северная одиссея» по киносценарию П. Луцика, А. Саморядова, реж. Екатерина Гранитова — Старший из города; ювелир; бармен (2015)
- «Скупой» Ж.-Б. Мольера, реж. Егор Перегудов — Ансельм (2012)
- «Цветы для Элджернона» Д. Киза, реж. Юрий Грымов — Мистер Доннер (2013)
- «Чехов-GALA» А. Чехова, реж. Алексей Бородин — Чубуков (2010)
- «Эраст Фандорин» Б. Акунина, реж. Алексей Бородин — Мизинов (2002; ввод)
- «Я хочу в школу» А. Жвалевского, Е. Пастернака, реж. Баркар Александр — Директор (2017)
- «Участь Электры» Ю. О`Нила, реж. Алексей Бородин — Борден (2012)

### Режиссёрские работы
- «Ревизор» Н. Гоголя (1992)
- «Гроза» А. Островского (1995)
- «Вишнёвый сад» А. Чехова (1996)
- «Женитьба» Н. Гоголя (1997)
- «Будьте здоровы» П. Шено (1999)
- «А зори здесь тихие» Б. Васильева (2000)
- «Рождественские грёзы» Н. Птушкиной (2001)
- «Подводная лодка в степях Украины» Ю. Юрченко (2002)
- «На дне» М. Горького (2003)
- «Дети Ванюшина» С. Найдёнова (2004)
- «Шестой этаж» А. Жери (2004)
- «Очень простая история» М. Ладо (2005)
- «Ревизор» Н. Гоголя (2005)
- «Аделаида» Е. Унгарда (2006)
- «Нерест» Т. Дрозд (2006)
- «Сотворившая чудо» У. Гибсона (2007)
- «Тень» Е. Шварца (2007)
- «Вишнёвый сад» А. Чехова (2008)
- «Деревья умирают стоя» А. Касона (2008)

### Фильмография
- 2007 — Завещание Ленина — эпизод
- 2007 — УГРО. Простые парни — эпизод
- 2011 — Игра — Владимир Бурковец
- 2011 — Погоня за тенью — Колокольников
- 2011 — Пятницкий — Евгений Павлович Мясницкий
- 2012 — Бигль — генерал
- 2012 — Братаны-3 — начальник СУ
- 2012 — Профиль убийцы — эпизод
- 2012 — Право на правду — Яков Иванович Серебров
- 2012 — Следственный Комитет — Михаил Самойлов
- 2013 — До смерти красива — Лобанов
- 2013 — Скольжение — хирург
- 2013 — Страна 03 — старший врач
- 2013 — Учитель в законе. Возвращение — Виктор Степанович, начальник СИЗО
- 2014 — Капкан для Золушки — Алексей Сергеевич Завадский
- 2014 — Кураж — Юрий Серафимович
- 2015 — Эти глаза напротив — Леонид Дербенёв
- 2016 — Джокер — Григорий Павлович
- 2016 — Иннокентий Сибиряков… Помогите мне… Я страшно богат — адвокат
- 2017 — Время первых — режиссёр
- 2018 — Вольная грамота — Иван Пантелеевич, следователь
- 2018 — Жёлтый глаз тигра — Евгений Николаевич

### Компьютерные игры
- 2018 — Кровная вражда: Ведьмак. Истории — Брувер Гоог[7]

## Почётные звания
- заслуженный артист Российской Федерации (2018)[8]

## Критика
Театральный критик Г. Я. Островская вспоминает А. Бажина как «актёра вне амплуа»:

…юный Гамлет, скорее похожий на Ромео, суетливый человечек Боярский из «Биндюжника», почти мальчик Оливер (Диккенс) и старик, которого он играл без грима и без актерских «штучек» в «Возвращении» Шукшина, порхающий по жизни Дульчин в «Последней жертве» и мудрый Юродивый в «Годунове»… Каков диапазон! И во всех ролях он доискивался до самой сути, для него всегда важнее не форма роли, а содержание, не «как», а «что» сказать. У него удивительное лицо, его не назовёшь классическим красавцем, оно легко поддается гриму. Он подвижен и внутренне пластичен, хороший режиссёр из него может лепить, как из высококачественной глины, любой образ.
— Галина Островская, «Владивосток» 1999